# アルディアン・コズニク
アルディアン・コズニク（Ardian Kozniku、1967年10月27日 - ）は、クロアチアの元サッカー選手。元クロアチア代表。ポジションはフォワード。
プルヴァHNLの初代（1992年）得点王。

## 来歴
1994年にクロアチア代表デビュー。出場機会は無かったが1998 FIFAワールドカップのメンバーにも選ばれた。クロアチア代表で7試合に出場、2得点をあげた。また、コソボ代表でも2試合に出場している。

## 代表歴

### 出場大会
- クロアチア代表
  - 1998 FIFAワールドカップ
- コソボ代表

### 試合数
- 国際Aマッチ 7試合 2得点（1994年-1998年、クロアチア）[1]
- 国際Aマッチ 2試合 0得点（1993年-2002年、コソボ）[1]

| クロアチア代表 | 国際Aマッチ | 国際Aマッチ |
| 年             | 出場        | 得点        |
| -------------- | ----------- | ----------- |
| 1994           | 3           | 1           |
| 1995           | 1           | 0           |
| 1996           | 0           | 0           |
| 1997           | 0           | 0           |
| 1998           | 3           | 1           |
| 通算           | 7           | 2           |

| コソボ代表 | 国際Aマッチ | 国際Aマッチ |
| 年         | 出場        | 得点        |
| ---------- | ----------- | ----------- |
| 1993       | 1           | 0           |
| 2002       | 1           | 0           |
| 通算       | 2           | 0           |